# 泽库镇
泽库镇，是中华人民共和国山東省威海市文登区下辖的一个乡镇级行政单位。

## 行政区划
泽库镇下辖以下地区：
泽库村、前岛村、南辛庄村、后岛村、辛旺庄村、辛立庄村、慈家滩村、西泊村、南台村、南靠山村、花岛村、尹家村、南岭村、长会口村、小葛家村、周家村、刘家村、姚家村、港南村、滩西头村、寨里村、寨前村和寨西村。